# Virgen de Sapallanga
La Virgen de Sapallanga, es una advocación mariana del Perú, cuyo nombre procede del poblado donde apareció. La imagen de Sapallanga corresponde a una réplica de la misma, que alcanzó celebridad en el departamento de Huancayo.

## Historia
En Cocharcas, en un manantial situado bajo un cerro, la imagen hizo su aparición a tres pastores de la zona, quienes quisieron llevar la imagen a la iglesia de la zona. Pero cuentan que la Virgen, permaneció estática no pudiendo levantarla  con la fuerza de muchos hombres, Como nadie podía levantarla empezaron a hacer desfiles, danzas y comparsas.
Hay muchas estampas provenientes de Sapallanga, una estampa denominada los carachaquis la mayoría integrada por niños es la que alegró a la Santísima Virgen, la cual sonrió y pudieron llevarlo en andas a la iglesia de Sapallanga entre cánticos comparsas y oraciones. Se cuenta que una paloma marcó el destino volando desde el manantial a la Iglesia matriz de Sapallanga donde actualmente se encuentra la imagen.

## Peregrinación
Actualmente al costado de la capilla, existe una fuente del cual emana agua que los visitantes beben ya que tiene un sabor agradable y se dice que al beber de ella, calma males y dolores. El agua del manantial fluye por siete años ininterrumpidamente y tiene otros siete de sequía.

## Fiesta actual
La fiesta tradicional de la patrona del pueblo se celebra desde el 7 de septiembre, teniendo una duración de una semana. Dicha fiesta en honor a la Santísima Virgen de Cocharcas, lo organiza los priostes denominados mayor y menor quienes se encargan del hallazgo de más 20.000 visitantes del país y del extranjero quienes además disfrutan del paisaje, danzas folclóricas y comida típica.
- Datos: Q6163435